# Yomiuri Football Club 1980
Questa voce raccoglie le informazioni riguardanti lo Yomiuri Football Club nelle competizioni ufficiali della stagione 1980.

## Stagione
Potenziato dall'arrivo di giovani come Satoshi Tsunami e Hisashi Katō, lo Yomiuri disputò una stagione in sordina uscendo presto dalla Coppa di Lega e ottenendo un piazzamento di media classifica in campionato. Alla fine della stagione la squadra tentò di riscattarsi in Coppa dell'Imperatore, ma fu fermata in semifinale dal Tanabe Pharma che riuscì a prevalere dopo la sequenza dei tiri di rigore.

## Maglie e sponsor
Le divise utilizzate per le gare interne vedono l'aggiunta di bordi colorati di rosso, bianco e blu. Le divise impiegate nelle gare esterne vengono confermate, con le scritte di colore bianco anziché nero. Lo sponsor tecnico è Puma.
| Manica sinistra · Manica sinistra · Maglietta · Maglietta · Manica destra · Manica destra · Pantaloncini · Calzettoni | Manica sinistra · Manica sinistra · Maglietta · Maglietta · Manica destra · Manica destra · Pantaloncini · Calzettoni |  |

## Rosa
| N. |                     | Ruolo | Calciatore         |
| -- | ------------------- | ----- | ------------------ |
| 1  | Giappone (bandiera) | P     | Kiyoshi Takada     |
| 2  | Giappone (bandiera) | D     | Minoru Tanaka      |
| 3  | Giappone (bandiera) | D     | Yasutarō Matsuki   |
| 4  | Giappone (bandiera) | A     | Masato Ōtomo       |
| 5  | Giappone (bandiera) | P     | Toyoaki Fukumoto   |
| 6  | Giappone (bandiera) | C     | Yukitaka Omi       |
| 7  | Brasile (bandiera)  | C     | Jairo Matos        |
| 8  | Brasile (bandiera)  | C     | Ruy Ramos          |
| 9  | Brasile (bandiera)  | A     | George Yonashiro   |
| 10 | Giappone (bandiera) | A     | Yoshiaki Hashimoto |
| 11 | Giappone (bandiera) | A     | Toshiki Okajima    |
| 12 | Giappone (bandiera) | C     | Ryusuke Ofuchi     |

| N. |                     | Ruolo | Calciatore        |
| -- | ------------------- | ----- | ----------------- |
| 13 | Giappone (bandiera) | C     | Takekazu Suzuki   |
| 14 | Giappone (bandiera) | C     | Tetsuya Totsuka   |
| 15 | Giappone (bandiera) | A     | Kazuaki Hamaguchi |
| 16 | Giappone (bandiera) | A     | Shoji Wago        |
| 17 | Giappone (bandiera) | A     | Akira Yamada      |
| 18 | Giappone (bandiera) | D     | Takahiro Taguchi  |
| 21 | Giappone (bandiera) | D     | Satoshi Tsunami   |
| 22 | Giappone (bandiera) | A     | Yasuo Ueshima     |
| 26 | Giappone (bandiera) | D     | Hisashi Katō      |
|    | Giappone (bandiera) | D     | Takuro Okuda      |
|    | Brasile (bandiera)  | D     | Jorge Toledo      |

## Statistiche

### Statistiche di squadra
| Competizione          | Punti | Totale | Totale | Totale | Totale | Totale | Totale | DR  |
| Competizione          | Punti | G      | V      | N      | P      | Gf     | Gs     | DR  |
| --------------------- | ----- | ------ | ------ | ------ | ------ | ------ | ------ | --- |
| JSL Division 1        | 19    | 22     | 7      | 5      | 10     | 28     | 31     | -3  |
| JSL Cup               | -     | 4      | 4      | 0      | 0      | 13     | 4      | +9  |
| Coppa dell'Imperatore | -     | 3      | 2      | 1      | 0      | 9      | 3      | +6  |
| Totale                | -     | 29     | 13     | 6      | 10     | 50     | 38     | +12 |